# GE Fanuc Automation
GE Fanuc Automation war ein Gemeinschaftsunternehmen von GE mit der japanischen FANUC, einem Hersteller von CNC-Steuerungen, Antriebstechnik für Werkzeugmaschinen, Werkzeugmaschinen und Robotern. Es bestand von 1987 bis 2009. Ziel des Gemeinschaftsunternehmens GE Fanuc war der gemeinsame Vertrieb- und Service von Produkten rund um die Antriebstechnik, Automatisierungstechnik und Steuerung von CNC-Maschinen. 
Das Unternehmen entwickelte und produzierte Automatisierungsplattformen, wie SPS, Visualisierungssysteme, Scada, Embedded Systeme, Automatisierungs- und Prozessleitsysteme und Produktionsmanagementsysteme (MES). GE Intelligent Platforms gehörte zum Bereich GE Enterprise Solutions der amerikanischen General Electric Company, einem der umsatzstärksten Mischkonzerne der Welt. Der Sitz des Unternehmens ist in Charlottesville in Virginia, USA. 
Im Oktober 2007 hat sich das Unternehmen neu positioniert. Die Bereiche GE Fanuc Automation (Automatisierungstechnik und Produktionsmanagement) und GE Fanuc Embedded (Embedded Computing) wurden zu GE Fanuc Intelligent Platforms zusammengefasst. Der Bereich CNC wurde aufgrund der Nähe zu Fanuc und der veränderten Mehrheitsverhältnisse in Fanuc GE CNC Europe umbenannt.
Schon heute zählt GE Intelligent Platforms zu einem der größten Unternehmen aus dem Bereich der Automatisierung und Embedded Computing. Im Automatisierungsmarkt bietet GE IP Computerplatinen, Systeme und Softwarepakete an, die zur Steuerung und Berichtserstellung für Fertigungsanlagen und Fertigungswerkzeuge dienen. Im Embedded-Markt produziert GE IP Platinen und Systeme für den Einsatz in Verteidigung, Telekommunikation, Luftfahrt und vielen anderen Anwendungen aus anderen Bereichen.

## Produktübersicht
GE Intelligent Platforms ist in den Bereichen CNC-Steuerungen, SPS, Maschinenvisualisierungen (HMI), Leitsysteme (SCADA), Produktionsmanagement-Software (MES), Servomotoren, Linearmotoren und zugehöriger Frequenzumrichter tätig.

## Auflösung
Nach einer Mitteilung vom 17. August 2009 sind GE und FANUC übereingekommen, das Gemeinschaftsunternehmen aufzulösen. FANUC übernimmt das CNC-Geschäft weltweit unter dem Namen FANUC CNC, während GE Software und Embedded Systems unter dem Namen GE Intelligent Platforms weiterführen wird. Die Trennung wurde im Dezember 2009 vollzogen. Das neue Europa Hauptquartier hat seinen Sitz in Augsburg.